# Tomomi Manako
Tomomi Manako, född 1 september 1972 i Saga, är en japansk tidigare roadracingförare. Han körde 125GP från 1994 till 1998 på Honda och 250GP 1999 på Yamaha. Tokudome tog sin första Grand Prix-seger i 125-klassen 1996 och ytterligare sex Roadracing-VM 1998, då han också slutade som tvåa i världsmästerskapet 12 poäng efter sin landsman Kazuto Sakata. Säsongerna 1996 och 1997 blev Manako VM-trea.